# Katedralen i Monreale
Katedralen i Monreale (italienska: Cattedrale di Santa Maria Nuova di Monreale, Duomo di Monreale) är en romersk-katolsk katedral i Monreale i storstadsregionen Palermo på Sicilien. Sedan 2015 har den varit en del av UNESCO:s världsarv "Arabiska och normandiska byggnader i Palermo och katedralerna i Cefalù och Monreale".
Katedralen, som är tillägnad Jungfru Maria, är ett av de främsta exemplen på normandisk arkitektur. Den har tydliga bysantinska drag som särskilt märks i de glittrande mosaikerna. Katedralen är 102 meter lång, 40 meter bred och 35 meter hög. 

## Interiör
Den är en basilika med platt tak och treskeppigt långhus som leder till absider i öster. Högaltaret täcks av en halvkupol från vilken en monumental bysantinsk Kristusmosaik blickar ned. Denna typ av motiv benämns pantokrator eller Kristus som världshärskare. Nedanför honom tronar Madonnan med barnet som omges av ärkeänglar och helgon. De två mindre absiderna innehåller mosaiker med motiv från apostlarna Paulus respektive Petrus liv. I långhuset finns mosaiker som skildrar scener ur Gamla testamentet och i tvärskeppet Jesu liv. Sammanlagt uppgår ytan av mosaiker till 6 400 kvadratmeter. De nedre delarna av väggarna liksom golvet är täckt av marmor vars geometriska mönster visar på arabiska influenser. 

## Exteriör
Den västra fasaden pryds av dubbeltorn och däremellan en på 1700-talet uppförd klassicistisk portik. Ovanför portikens balustrad kan man fortfarande se den ursprungliga västfasaden med överlappande blindbågar i arabisk stil. I portiken finns huvudentrén med bronsdörrar från 1186, utförda av Bonanus Pisanus, som leder in till ett narthex. 

## Historik
Uppförandet av katedralen påbörjades 1174 med den normandiske kungen Vilhelm II av Sicilien som byggherre. Den var en del i maktkampen mellan kungen och ärkebiskop Walter Ophamil(en) som huserade i den ungefär samtidigt uppförda katedralen i Palermo. Påve Alexander III gav sitt godkännande 1174 och genom en bulla av efterträdaren Lucius III upphöjdes den 1182 till metropolitkatedral och säte för ärkestiftet Monreale som inrättades året därpå. Katedralen inklusive de stora guldmosaikerna var till stor del färdigställd vid Vilhelm II:s död 1189, men det dröjde till 1267 innan den invigdes av påve Clemens IV. 
Från början ingick ett benediktinkloster i katedralkomplexet vars klostergård och korsgång alltjämt syns utmed sydfasaden. Katedralen är begravningskyrka för flera medlemmar av huset Hauteville, däribland Vilhelm I av Sicilien, hans maka Margareta av Navarra och son Vilhelm II vars sarkofager är placerade i tvärskeppet. 

## Bildgalleri

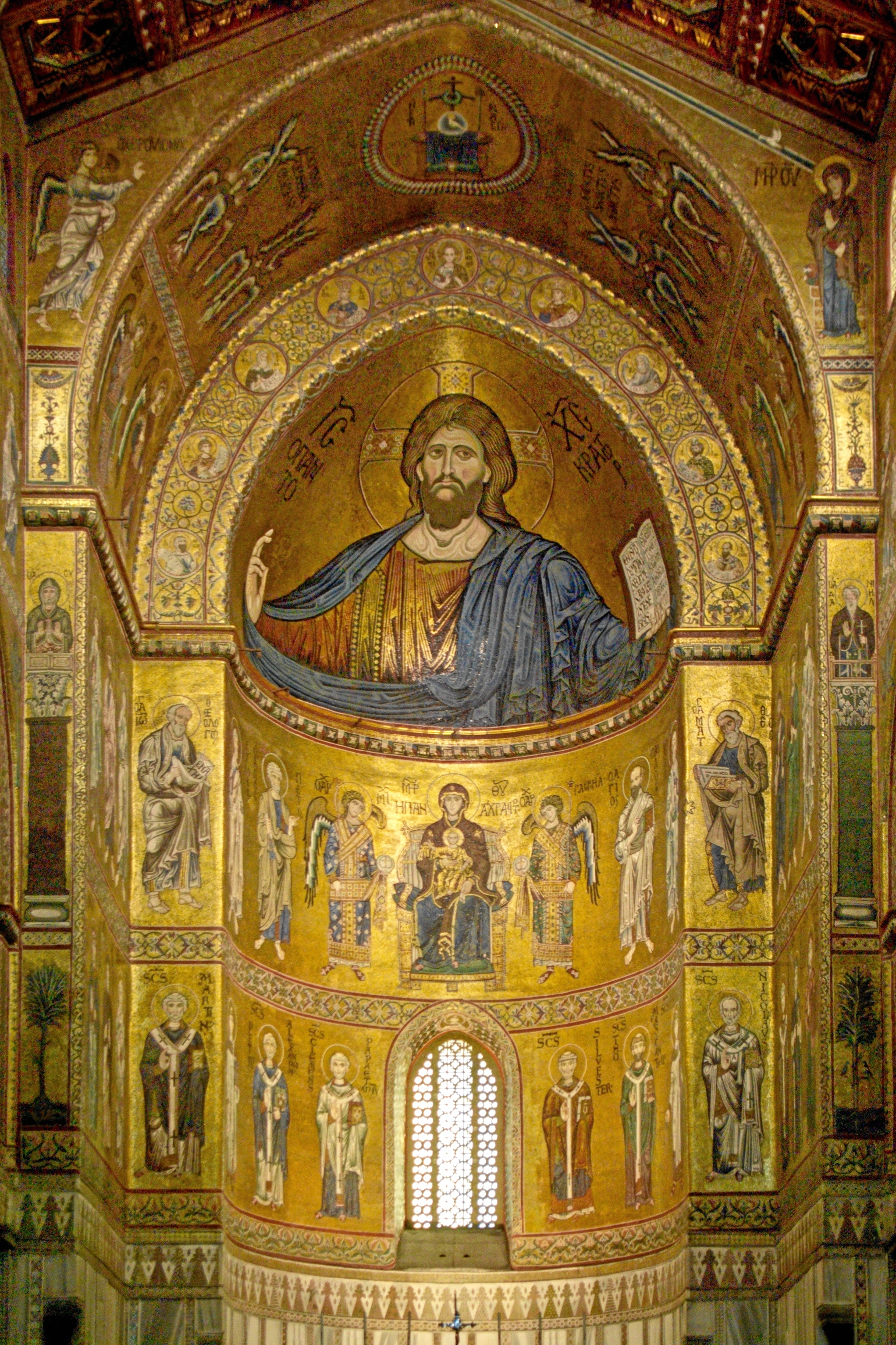
Mosaiken med Kristus som världshärskare.
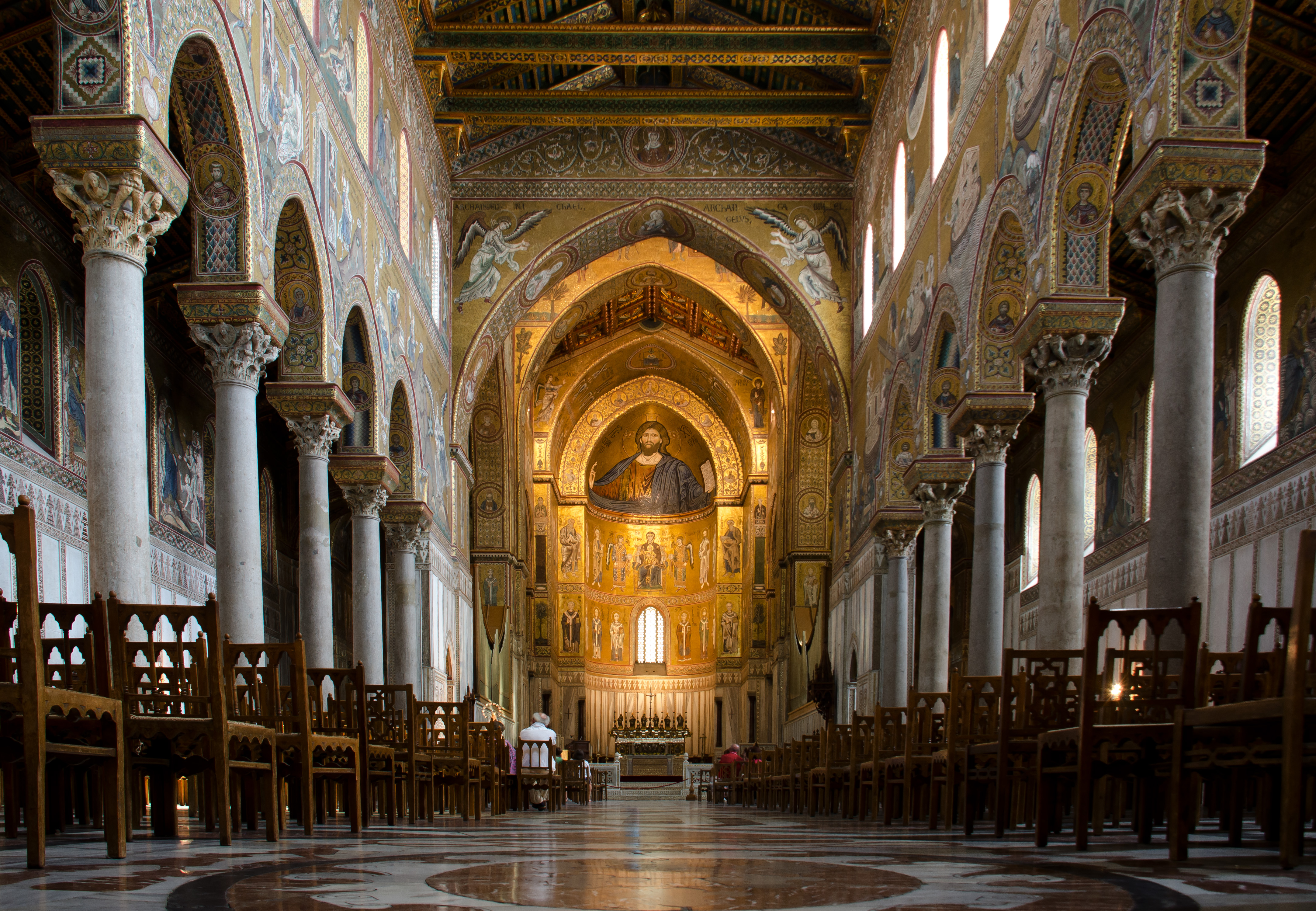
Mittskeppet.
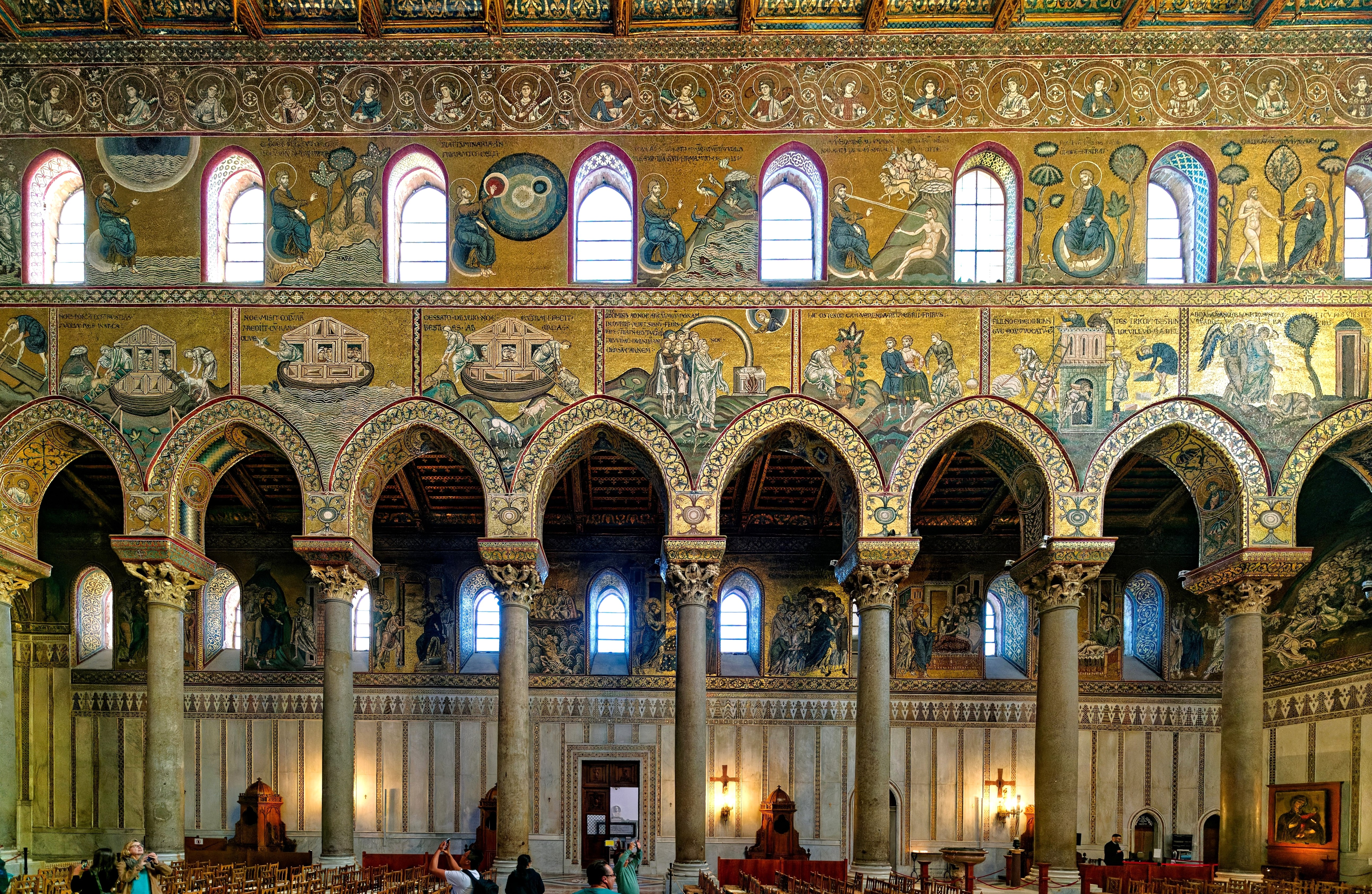
Mosaiker utmed mittskeppet skildrar scener ur Gamla testamentet.
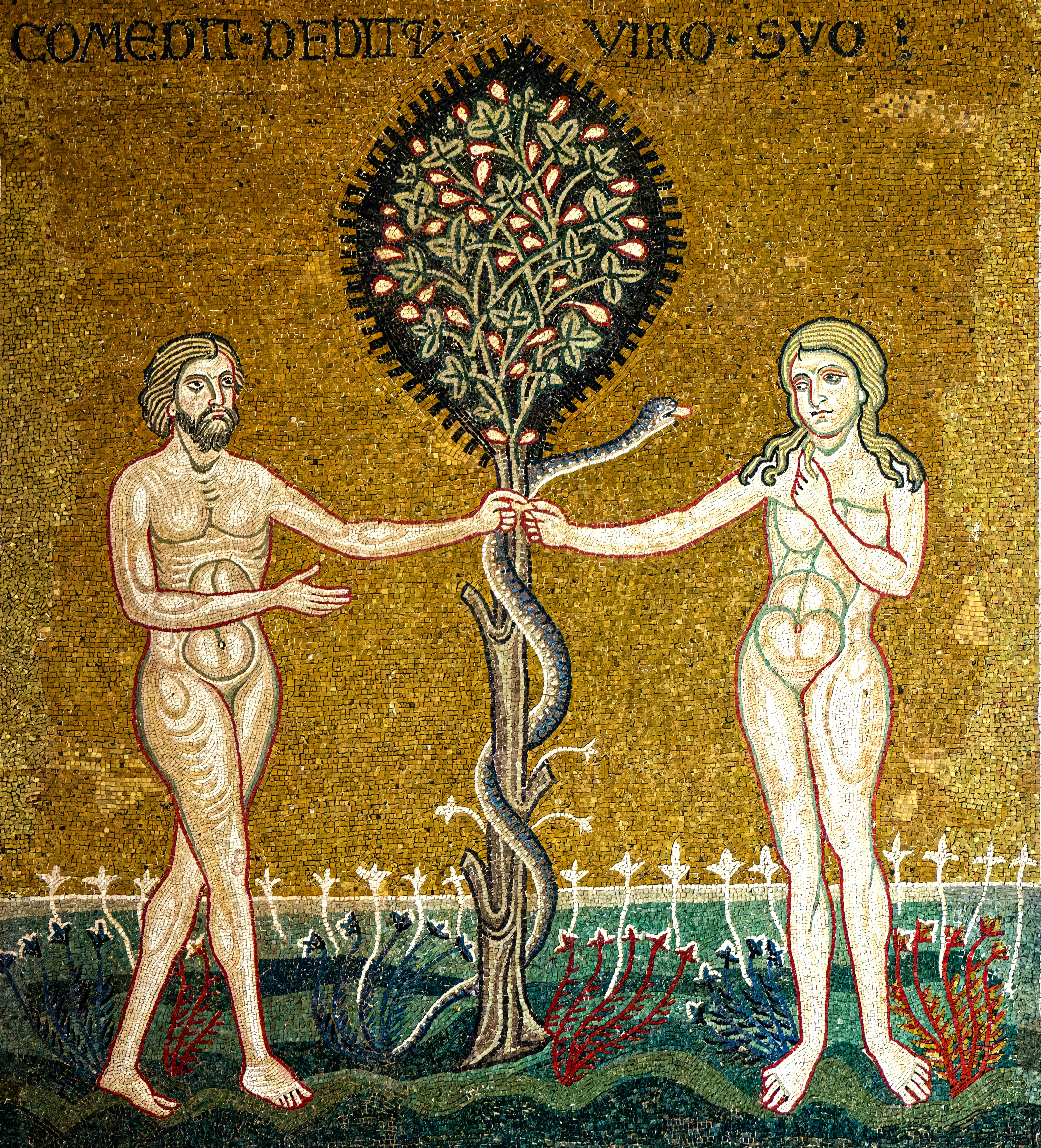
Detalj från mosaik som föreställer Adam och Eva.
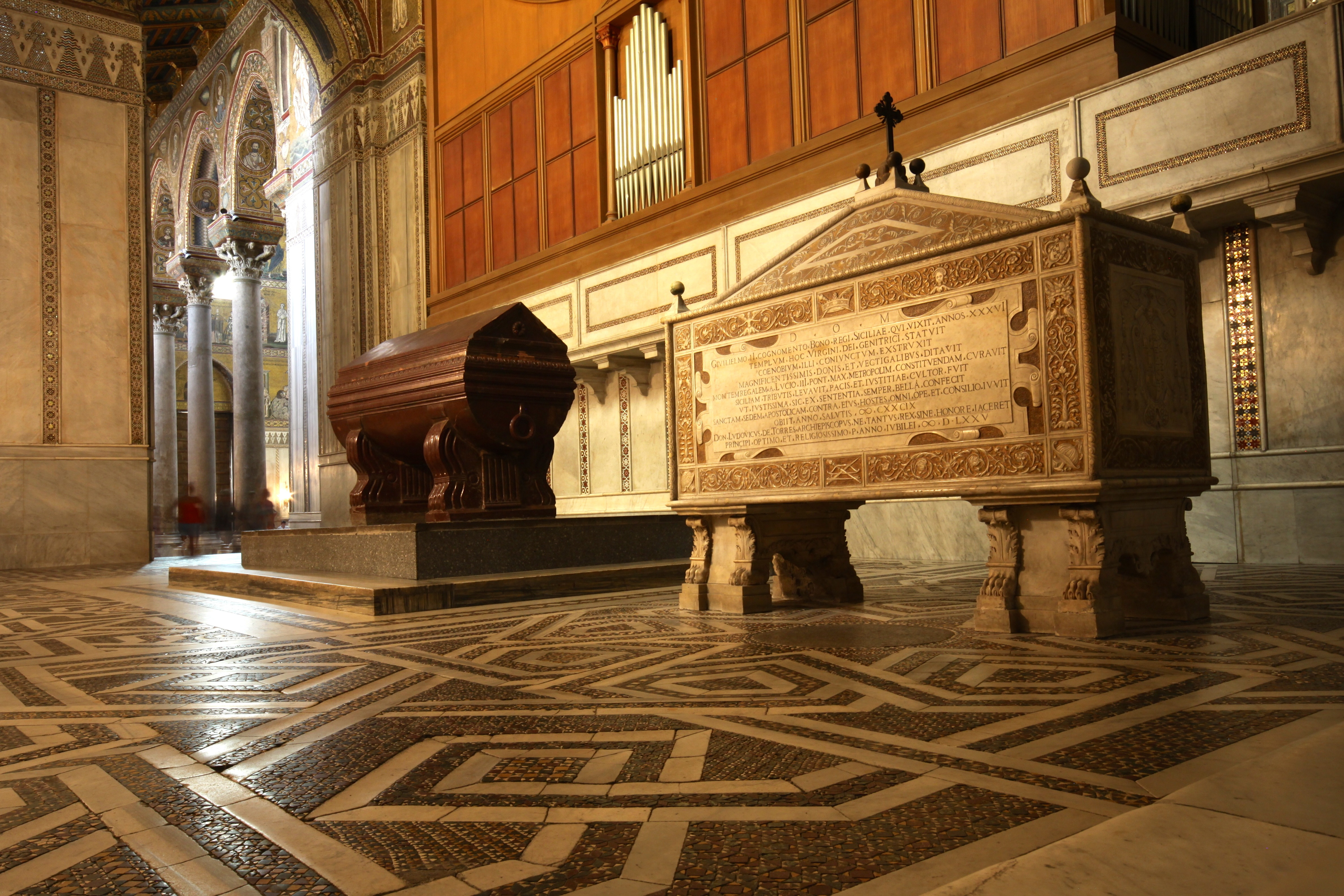
Vilhelm I och II:s sarkofager.
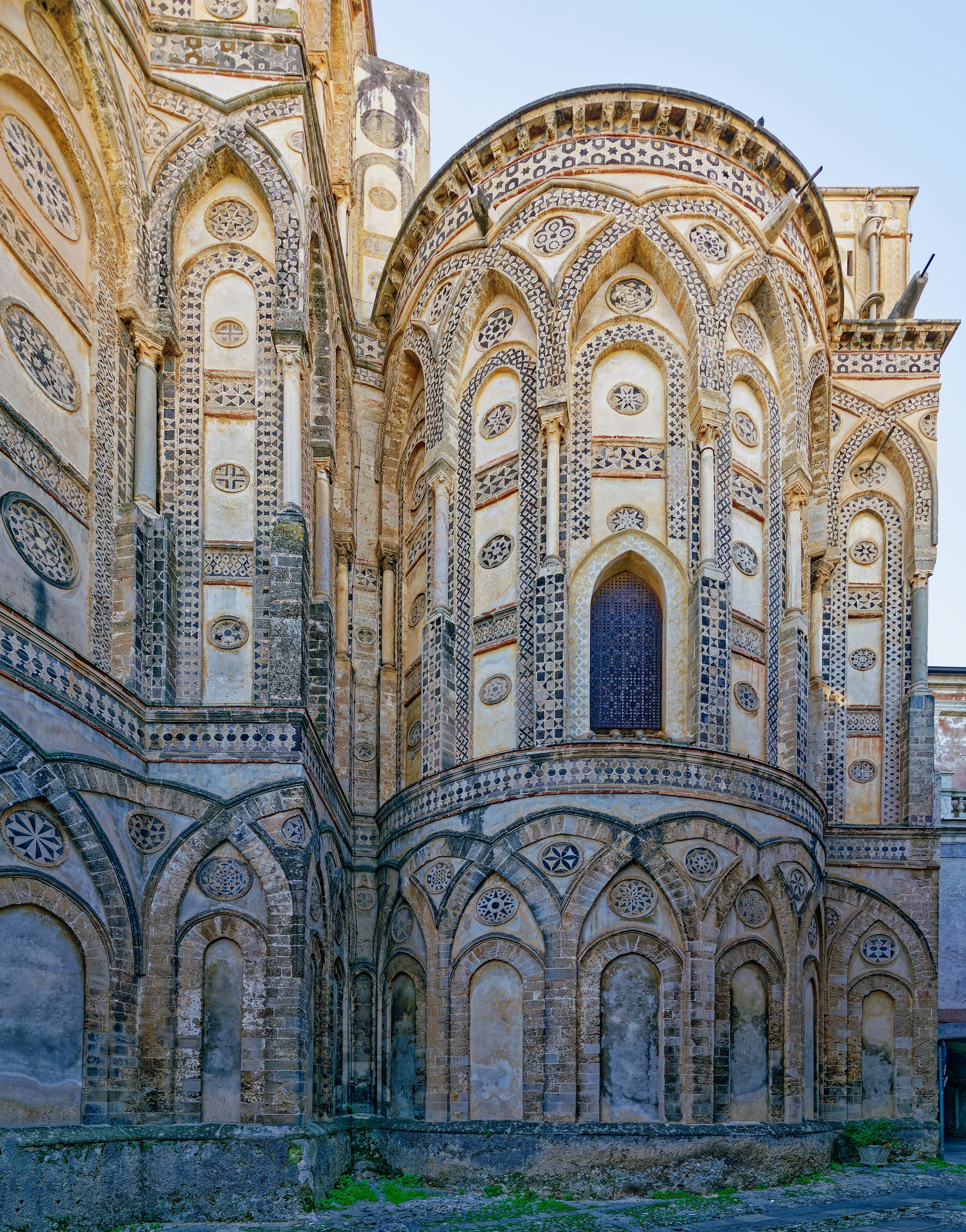
Absid från utsidan.
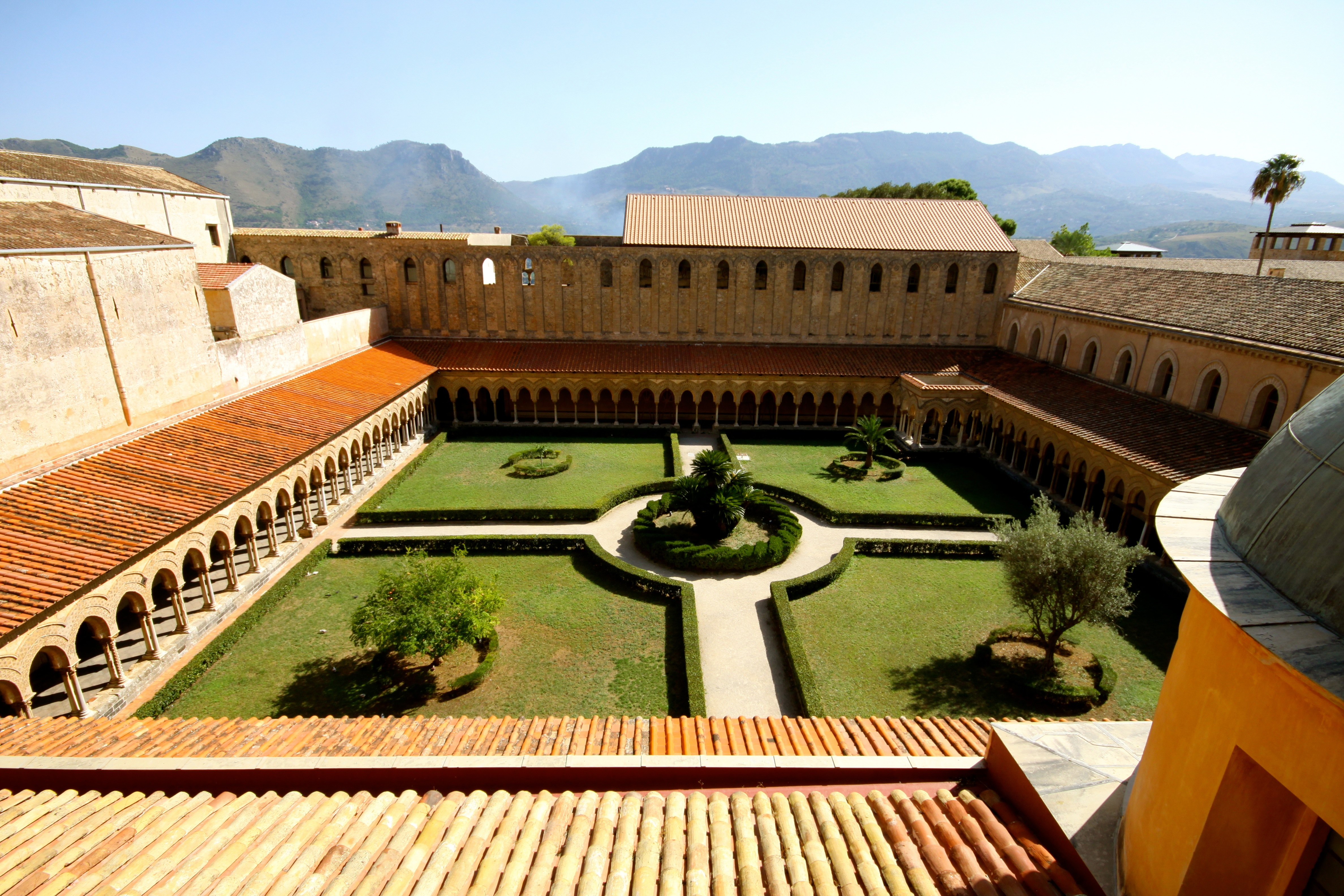
Utmed katedralens sydsida ligger klostergården som på alla fyra sidor omsluts av den arkadförsedda korsgången.